# Li Ling (perchiste)
Pour les articles homonymes, voir Li Ling, Li et Ling.
Ne doit pas être confondu avec Li Ling (lanceuse de poids).
Li Ling (née le 6 juillet 1989 à Puyang) est une athlète chinoise spécialiste du saut à la perche.

## Carrière
Elle commença le saut à la perche à l'âge de 12 ans mais ne commençait les compétitions qu'à l'âge de seize ans, n'arrivant pas à sauter. En effet, très grande à l'âge de 12 ans (déjà 1,80 m), elle éprouvait des difficultés pour courir vite et élancer son corps en l'air. 
Éliminée dès les qualifications lors des Jeux olympiques de 2008 et des Championnats du monde de 2009, elle obtient son premier succès international à l'occasion des Jeux asiatiques en salle disputés en fin de saison 2009 à Hanoï au Viêt Nam. Auteur de 4,45 m en finale, elle égale son record personnel établi à deux reprises en 2008 (en plein air) et 2009 (en salle). En 2011, elle participe au Shanghai Golden Grand Prix comptant pour la Ligue de Diamant 2011, elle termine sixième ex æquo réalisant 4,40 m avant d'échouer par trois fois à 4,50 m.
En début de saison 2012, Li Ling remporte le titre des Championnats d'Asie en salle de Hangzhou, et établit à cette occasion un nouveau record d'Asie de la discipline en franchissant une barre à 4,50 m.
Elle bat le record des Championnats d'Asie, en 4,54 m, à Pune pour remporter la médaille d'or.
Le 8 septembre 2013, elle s'empare du record d'Asie du saut à la perche en plein air en franchissant 4,65 m à Shenyang pour les Jeux nationaux de Chine. Elle améliore ce record le 6 juin 2015 lors des Championnats d'Asie avec 4,66 m. Elle se qualifie le 23 août pour la finale des Championnats du monde dans son pays natal, à Pékin où elle termine à la neuvième place avec 4,60 m.
Le 19 février 2016, Li Ling participe aux Championnats d'Asie en salle à Doha. Assurée du titre lors de son entrée en concours à 4,40 m (second essai), la Chinoise franchit toutes les barres de son concours à son premier essai : 4,50 m (SB) puis améliore son record d'Asie par deux fois : tout d'abord avec 4,60 m puis 4,70 m. Elle bat également son record en plein air, réalisé en 2015 (4,66 m). Elle échoue par trois fois à 4,80 m et devance sa compatriote Ren Mengqian (4,30 m) et la Japonaise Tomomi Abiko (4,15 m),.
Le 9 juillet 2017, lors des Championnats d'Asie, après avoir réussi au premier essai 4,20 m, elle décide de passer la barre de 4,30 m et celle de 4,40 m, après un premier échec à 4,40 m, certaine de réussir celle à 4,50 m, qu'elle rate à deux reprises, laissant la victoire à sa jeune compatriote Chen Qiaoling qui avait égalé son record à 4,40 m. Le 3 septembre, elle termine deuxième des Jeux nationaux avec 4,40 m.
Le 28 août 2018, lors des Jeux asiatiques de Jakarta, Li Ling conserve son titre et porte le record des Jeux à 4,60 m.

## Palmarès
| Date | Compétition                  | Lieu             | Résultat | Marque |
| ---- | ---------------------------- | ---------------- | -------- | ------ |
| 2009 | Jeux de l'Asie de l'Est      | Hong Kong        | 2e       | 4,05 m |
| 2009 | Jeux asiatiques en salle     | Hanoï            | 1re      | 4,45 m |
| 2010 | Jeux asiatiques              | Guangzhou        | 2e       | 4,30 m |
| 2011 | Championnats d'Asie          | Kobé             | 2e       | 4,30 m |
| 2012 | Championnats d'Asie en salle | Hangzhou         | 1re      | 4,50 m |
| 2013 | Championnats d'Asie          | Pune             | 1re      | 4,54 m |
| 2013 | Championnats du monde        | Moscou           | 11e      | 4,45 m |
| 2014 | Coupe continentale           | Marrakech        | 1re      | 4,55 m |
| 2014 | Jeux asiatiques              | Incheon          | 1re      | 4,35 m |
| 2015 | Championnats d'Asie          | Wuhan            | 1re      | 4,66 m |
| 2015 | Universiade                  | Gwangju          | 1re      | 4,45 m |
| 2015 | Championnats du monde        | Pékin            | 9e       | 4,60 m |
| 2016 | Championnats d'Asie en salle | Doha             | 1re      | 4,70 m |
| 2016 | Jeux olympiques              | Rio de Janeiro   | 16e      | 4,55 m |
| 2017 | Championnats d'Asie          | Bhubaneswar      | 2e       | 4,20 m |
| 2018 | Jeux asiatiques              | Jakarta          | 1re      | 4,60 m |
| 2019 | Championnats d'Asie          | Doha             | 1re      | 4,61 m |
| 2019 | Ligue de diamant             | Ligue de diamant | 10e      | 4,63 m |
| 2019 | Championnats du monde        | Doha             | 13e      | 4,50 m |
| 2022 | Championnats du monde        | Eugene           | 6e       | 4,60 m |
| 2023 | Championnats d'Asie          | Bangkok          | 1re      | 4,66 m |
| 2023 | Jeux asiatiques              | Hangzhou         | 1re      | 4,63 m |

## Records
| Épreuve          | Épreuve   | Marque      | Lieu     | Date            |
| ---------------- | --------- | ----------- | -------- | --------------- |
| Saut à la perche | Plein air | 4,72 m (AR) | Shanghai | 18 mai 2019     |
| Saut à la perche | En salle  | 4,70 m (AR) | Doha     | 19 février 2016 |